# Ветрушка
Ветру́шка (болг. Ветрушка) — село в Хасковській області Болгарії. Входить до складу общини Івайловград.

## Населення
За даними перепису населення 2011 року у селі проживали 0 осіб.
Динаміка населення: